# Gampong Baro (Samudera)
Gampong Baro is een bestuurslaag in het regentschap Aceh Utara van de provincie Atjeh, Indonesië. Gampong Baro telt 267 inwoners (volkstelling 2010).